# پدرو ورد
پدرو ورد (انگلیسی: Pedro Verde؛ زادهٔ ۱۲ مارس ۱۹۴۹) بازیکن فوتبال اهل آرژانتین بود که در پست مهاجم برای باشگاه استودیانتس د لا پلاتا و مدت کوتاهی شفیلد یونایتد بازی کرد.
وی همچنین در تیم ملی فوتبال آرژانتین بازی کرد.